# Tampa Bay Buccaneers
Die Tampa Bay Buccaneers (Kurzform Bucs) sind ein American-Football-Team der National Football League (NFL). Sie spielen in Tampa und wurden 1976 gegründet. Von 1976 bis 1997 wurde das Houlihan’s Stadium als Heimatstadion genutzt. Jetziges Heimatstadion ist das Raymond James Stadium. 
Die Trikotfarben sind Rot, Zinn („Pewter“), Schwarz und Weiß; früher auch Orange. Als Helm wird ein zinnfarbener Helm verwendet, auf dem eine zerrissene Flagge an einem Säbel hängt, auf dieser Flagge sind ein Totenkopf, zwei gekreuzte Säbel und ein Football abgebildet. 
Die Buccaneers gewannen bislang zwei Super Bowls: Nach der Saison 2002 gegen die Oakland Raiders (Super Bowl XXXVII) und nach der Saison 2020 gegen die Kansas City Chiefs (Super Bowl LV). Andererseits haben die Buccaneers das schlechteste Sieg-Niederlagen-Verhältnis aller derzeit aktiven NFL-Franchises.
Besitzer der Buccaneers ist die Glazer-Familie, die auch den Fußballklub Manchester United besitzt.

## Teamgeschichte
Die Buccaneers haben 1976 zusammen mit den Seattle Seahawks die NFL auf 28 Mannschaften erweitert. Dabei sollten beide Neulinge gegeneinander sowie gegen alle anderen Teams spielen können bzw. müssen, damit der Wettbewerb nicht verzerrt wird. Das Team aus Florida wurde dabei zunächst der am anderen Ende des Kontinents beheimaten AFC West zugeteilt. Nach dem Sieg Seattles im direkten Vergleich endete Tampa Bays erste Saison sieglos (0:14), obwohl ihre Defensive Line mit Lee Roy Selmon einen künftigen Hall-of-Fame-Spieler aufwies. In der nächsten Saison planmäßig in die National Football Conference Central versetzt, verloren die Buccaneers weitere zwölf Spiele, bevor dann der erste Gegner geschlagen werden konnte. Bereits 1979, im vierten Jahr, gelang der Einzug ins NFC Championship Game, das ohne Punktgewinn verloren wurde. Die Bucs konnten bis zum letzten Spieltag 2002, also 26 Jahre lang, kein Spiel gewinnen, wenn die Temperatur zu Anfang des Spiels unter 4°C (40°F) lag. Eine ähnliche Niederlagenserie gab es von 1980 bis 1995, als sie 27 Spiele lang kein Spiel gewinnen konnten, das unter freiem Himmel auf Kunstrasen stattfand. Auswärts bei einem AFC-Team zu spielen, war bis zum 26. Dezember 1993 oder 20 Spiele lang gleichbedeutend mit einer Niederlage.
Das Team war das Verlieren daher gewohnt. In 17 ihrer ersten 21 Saisons verloren sie mindestens zehn Spiele, zwölf Saisons davon hintereinander (1983 bis 1994). Nur einmal konnten die Buccaneers richtig auftrumpfen, als sie in den späten 1970ern erst im NFC Championship Game (Halbfinale) mit 9:0 von den Los Angeles Rams gestoppt wurden. Wegen ihrer nicht gerade hervorragenden Leistung wurde gerade das Teamlogo oft verspottet. Witze über die Bucs waren weitverbreitet.
Mitte der 1990er übernahm die Familie Glazer die Geschäfte der Buccaneers von Hugh Culverhouse. Die Glazers pumpten eine Menge Geld in das Team. Unter anderem durch die Verpflichtung Tony Dungys wurden die Bucs endlich konkurrenzfähig. Um der düsteren Geschichte des Teams ein Ende zu setzen, wechselte man die Farben von Orange und Weiß zu Buccaneer-Rot, Schwarz und Zinnfarbe.
Im Rahmen der Ligareform 2002 wurde Tampa Bay der neuen NFC South zugeteilt. Die anderen Mannschaften sind die Atlanta Falcons, Carolina Panthers und die New Orleans Saints. Die Super-Bowl-Bilanz liegt bei 2:0 nach den Siegen im Super Bowl XXXVII und im Super Bowl LV. Die Bilanz im NFC Championship Game liegt bei 2:2 durch die Siege gegen die Philadelphia Eagles am 18. Januar 2003 sowie die Green Bay Packers im Januar 2021 und Niederlagen gegen die Los Angeles Rams 1979 und die St. Louis Rams (gleiches Team) 1999.
2002 war die erfolgreichste Saison der Buccaneers, der erste Super-Bowl-Sieg stand am Ende zu Buche. Die Buccaneers waren das erste Team, das den Super Bowl gewann und gleichzeitig
- keinen Einfluss auf das Geschehen der ersten und zweiten Runde des NFL Drafts im vorangegangenen Frühling hatte (diese Rechte gaben sie als Tausch mit den Oakland Raiders ab, woraufhin deren Trainer, Jon Gruden, nach Florida wechselte),
- das Heimspiel am ersten Spieltag verlor (26:20 n. V. gegen New Orleans Saints),
- weniger als 100 Yards pro Spiel erlief (97,3) und
- in der vorigen Saison das Wild-Card-Spiel (Vorrunde der Play-offs) verloren und somit dort ausschieden (9:31 bei den Philadelphia Eagles).

Das Jahr danach endete sportlich schlecht. Mit beinahe der gleichen Mannschaft, die zuvor noch NFL-Meister wurde, verloren sie nun mehr Spiele als sie gewannen (7:9). Somit konnten erstmals beide Teams des Finales aus der Vorsaison nicht in die Play-offs einziehen.
2004 gaben die Buccaneers drei Schlüsselspieler – John Lynch, Warren Sapp, Keyshawn Johnson – ab und die Bilanz gegenüber 2003 wurde noch schlechter (5:11). Auch hiermit gingen sie in die Annalen der Liga ein, denn nie zuvor hatte ein Super-Bowl-Sieger in den beiden darauffolgenden Jahren eine negative Bilanz.
2005 gelang es wieder, eine gute Saison hinzulegen. Gestützt durch Carnell „Cadillac“ Williams, welcher im Draft der fünfte ausgewählte Spieler war und es als erster Rookie schaffte, in seinen ersten drei NFL-Spielen jeweils mehr als 100 Yards zu erlaufen, wurden elf Spiele gewonnen und fünf verloren. Dadurch gewannen die Bucs die NFC South. In den Wild-Card-Play-offs verloren sie jedoch gegen die Washington Redskins, die Zweiter in der NFC East wurden, mit 10:17, obwohl diese zuvor in der gleichen Saison schon mit 36:35 besiegt wurden.
Die Saison 2006 war eine Fortsetzung der Talfahrt der vorherigen Jahre. Ohne wirkliche Stars in der Offense – bis auf Joey Galloway – gelangen nur vier Siege bei zwölf Niederlagen. Das bedeutete den letzten Platz in der Division und wieder einmal einen Platz unter den ersten fünf beim folgenden NFL Draft. Ein weiterer Grund für das schlechte Abschneiden war die starke Division NFC South, dort gab es keinen Sieg und sechs Niederlagen.
In der Saison 2007 gab es einen positiven Umschwung durch eine gewohnt starke Defense, aber auch eine wieder erstarkte Offense, angeführt von Quarterback Jeff Garcia. Die Bucs gewannen die schwache NFC South und zogen als Nummer vier der NFC in die Play-offs ein. In den Wild-Card-Play-offs verloren sie zu Hause gegen die New York Giants mit 14:24. Bemerkenswert an der Saison 2007 war auch der erste Touchdown durch einen Kickoff-Return in der Geschichte der Buccaneers durch Michael Spurlock im Spiel gegen die Atlanta Falcons.
Nachdem sich die Buccaneers 2008 nicht gegenüber der letzten Saison verbessern konnten und außerdem die Play-offs verpassten, wurden fast alle Trainer gefeuert, darunter auch Head Coach Jon Gruden. Daraufhin übernahm Raheem Morris sein Amt, der bereits jahrelang als Trainer bei den Buccaneers tätig war.
2009 stand ganz im Zeichen eines Neuaufbaus und war erwartungsgemäß schlecht. Im nächsten Jahr jedoch spielten die Buccaneers überraschend gut, und sie mischten bis zum letzten Spieltag um eine Wildcard mit.
Infolge der enttäuschenden Saison 2011, in der sie nur vier Spiele gewannen, feuerten die Buccaneers Raheem Morris und ernannten Greg Schiano als neuen Head Coach.
Doch auch in der Saison 2012 versank Tampa Bay im Mittelmaß (7-9 Siege, keine Play-offs), und das Jahr 2013 verlief schlecht. Nach einer vielversprechenden Transferperiode, in gleich drei aktuelle All-Pros (Guard Carl Nicks, Cornerback Darrelle Revis und Free Safety Dashon Goldson) sowie der zweimalige Super-Bowl-Sieger Kicker Lawrence Tynes verpflichtet wurden, infizierten sich Nicks, Tynes und Cornerback Johnthan Banks mit lebensgefährlichen multiresistenten Staphylokokken. Tynes trug bleibende Schäden an seinem Schussfuß davon und musste seine Karriere beenden, auch Nicks kam, nachdem er 2013 in zwei Partien spielen konnte, infolge einer Rückkehr der Infektion zu keinem Einsatz in der NFL mehr. Nach acht aufeinanderfolgenden Niederlagen wurde die Saison 2013 mit einer 4-12 Bilanz beendet. Die Folgesaison 2014 wurde unter der Leitung des neu verpflichteten Head Coaches Lovie Smith gar mit einer 2-14-Bilanz beendet.
Im NFL Draft 2015 wählte man an erster Stelle Jameis Winston, um die Quarterback-Position neu zu besetzen. Winston spielte eine ordentliche Rookie-Saison und das Team beendete die Spielzeit, nach zwischenzeitlichen Chancen auf den Einzug die Play-offs, mit sechs Siegen bei zehn Niederlagen. Trotz der im Vergleich zum Vorjahr erzielten Fortschritte wurde Lovie Smith nach dem letzten Spiel überraschend entlassen.
In den fünf Jahren mit Winston als Starting-Quarterback schaffte das Team keine Play-off-Teilnahme. Zur Saison 2020 konnten die Buccaneers Tom Brady als neuen Quarterback verpflichten, der nach 20 Jahren die New England Patriots verließ. Gegen Ende April 2020 wurde bekannt, dass die Buccaneers mit Rob Gronkowski einen langjährigen Teamkollegen von Tom Brady aus dem Ruhestand reaktivieren konnten. Die beiden gewannen bei den New England Patriots zuletzt unter anderem den Super Bowl LIII in Atlanta. Mit Tom Brady an der Spitze gelang den Bucs der Einzug in die Wild Card Round, in der sie gegen das Washington Football Team mit 31:23 gewinnen konnten. Im Anschluss gewann man auch die Divisional Round mit 30:20 gegen die New Orleans Saints. Das anschließende Conference-Finale der NFC gewann das Team mit 31:26 gegen die Green Bay Packers und zog damit in den Super Bowl ein. Es war das erste Mal in der Geschichte der NFL, dass ein Team im eigenen Stadion um die Trophäe spielte. 
Im Endspiel um den Super Bowl konnten die Buccaneers die Kansas City Chiefs mit 31:9 bezwingen und waren somit auch das erste Team überhaupt, das den Pokal im heimischen Stadion gewinnen konnte.

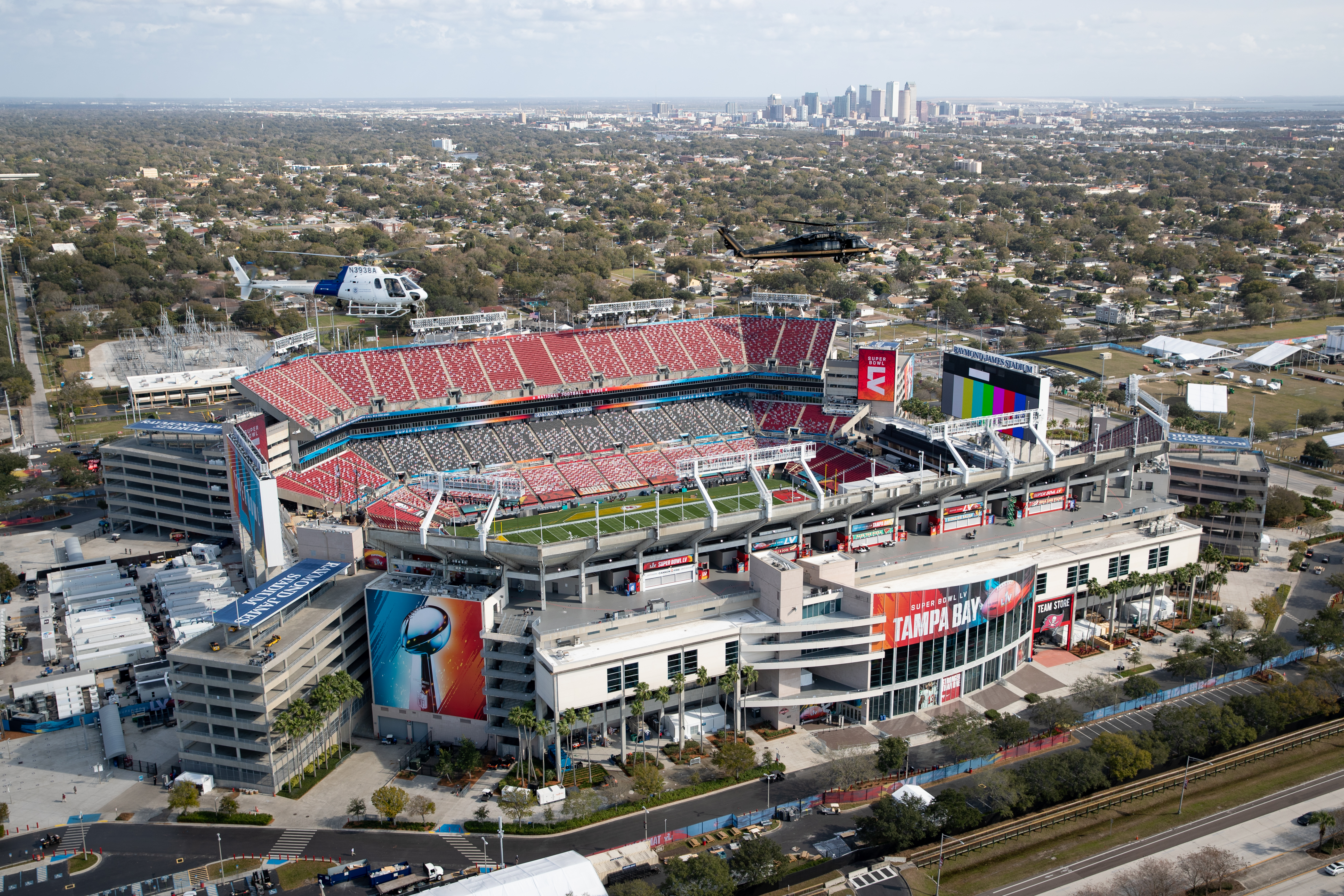
Das Raymond James Stadium (hier im Rahmen des Super Bowl LV)

## Bilanzen und Rekorde
Tampa Bay Buccaneers/Zahlen und Rekorde stellt wichtige Rekorde bei den Buccaneers, die Saisonbilanzen seit 1976 und die Erstrunden Draft-Picks, welche die Buccaneers seit ihren ersten Draft 1976 getätigt haben, dar.

## Spieler

### Buccaneers in der Pro Football Hall of Fame
| Pro Football Hall of Fame Mitglieder |                  |          |                     |                   |
| Trikotnummer                         | Name             | Position | Für Tampa Bay Aktiv | Jahr der Aufnahme |
| 63                                   | Lee Roy Selmon   | DE       | 1976–1984           | 1995              |
| 8                                    | Steve Young      | QB       | 1985–1986           | 2005              |
| 64                                   | Randall McDaniel | OG       | 2000–2001           | 2009              |
| 99                                   | Warren Sapp      | DT       | 1995–2003           | 2013              |
| 55                                   | Derrick Brooks   | LB       | 1995–2008           | 2014              |
| 81                                   | Tim Brown        | WR       | 2004                | 2015              |
| –                                    | Ron Wolf         | GM       | 1976–1978           | 2015              |
| –                                    | Tony Dungy       | HC       | 1997–2001           | 2016              |
| 47                                   | John Lynch       | S        | 1993–2003           | 2021              |
| 20                                   | Ronde Barber     | S, CB    | 1997–2012           | 2023              |
| 24                                   | Darrelle Revis   | CB       | 2013                | 2023              |

Stand: August 2023

### Nicht mehr vergebene Trikotnummern
| Retired Numbers der Tampa Bay Buccaneers |                |          |           |
| Nr.                                      | Spieler        | Position | Zeitraum  |
| 55                                       | Derrick Brooks | LB       | 1995–2008 |
| 63                                       | Lee Roy Selmon | DE       | 1976–1984 |
| 99                                       | Warren Sapp    | DT       | 1995–2003 |

### Aktueller Kader
| Abkürzungen der Spieler-Positionen im American Football | Abkürzungen der Spieler-Positionen im American Football |
| ------------------------------------------------------- | --- |
| Offense                                                 | QB – Quarterback \| RB – Runningback \| FB – Fullback \| TE – Tight End \| E/WR – Wide Receiver \| T – Tackle \| G – Guard \| C – Center |
| Defense                                                 | DT – Defensive Tackle \| DE – Defensive End \| NT – Nose Tackle \| LB – Linebacker \| ILB – Inside Linebacker \| MLB – Middle Linebacker \| OLB – Outside Linebacker \| CB – Cornerback \| NB – Nickelback \| FS – Free Safety \| SS – Strong Safety |
| Special Teams                                           | K – Kicker \| P – Punter \| KS – Kicking Specialist \| KOS – Kickoff Specialist \| LS – Long Snapper \| RS – Return Specialist \| KOR/KR – Kick Returner \| PR – Punt Returner \| PP – Punt Protector                                                |

## Trainer (Head Coaches)

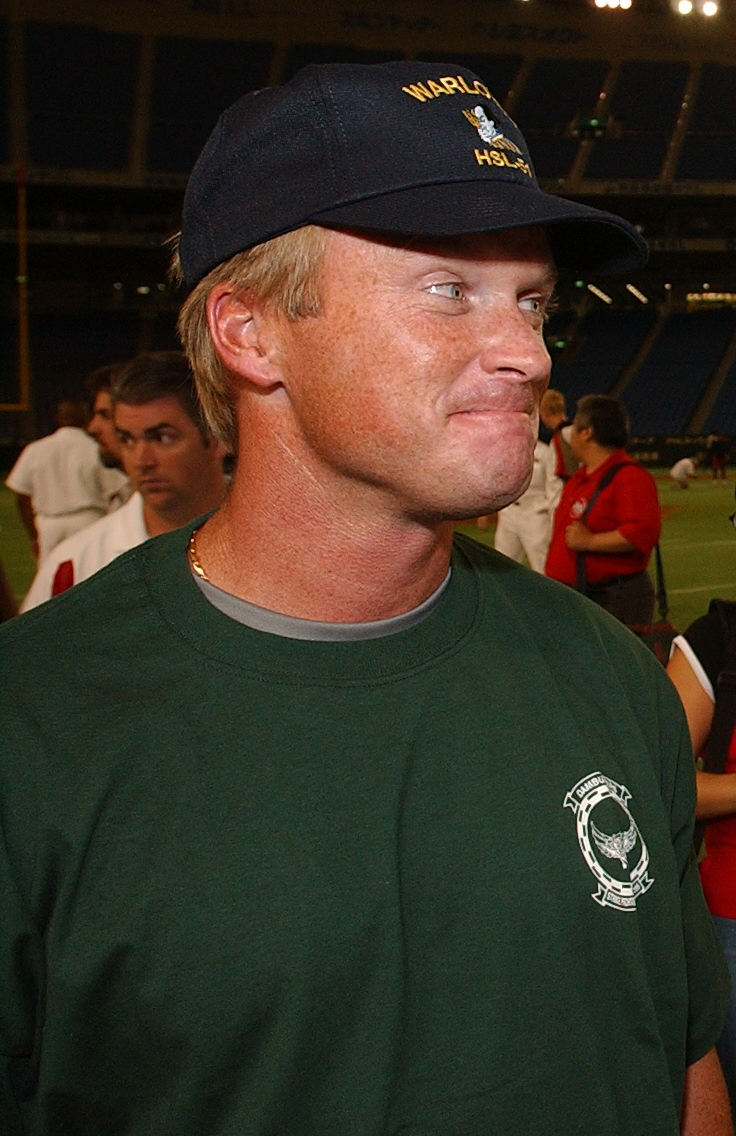
Jon Gruden holte mit den Buccaneers den 37. Super Bowl.
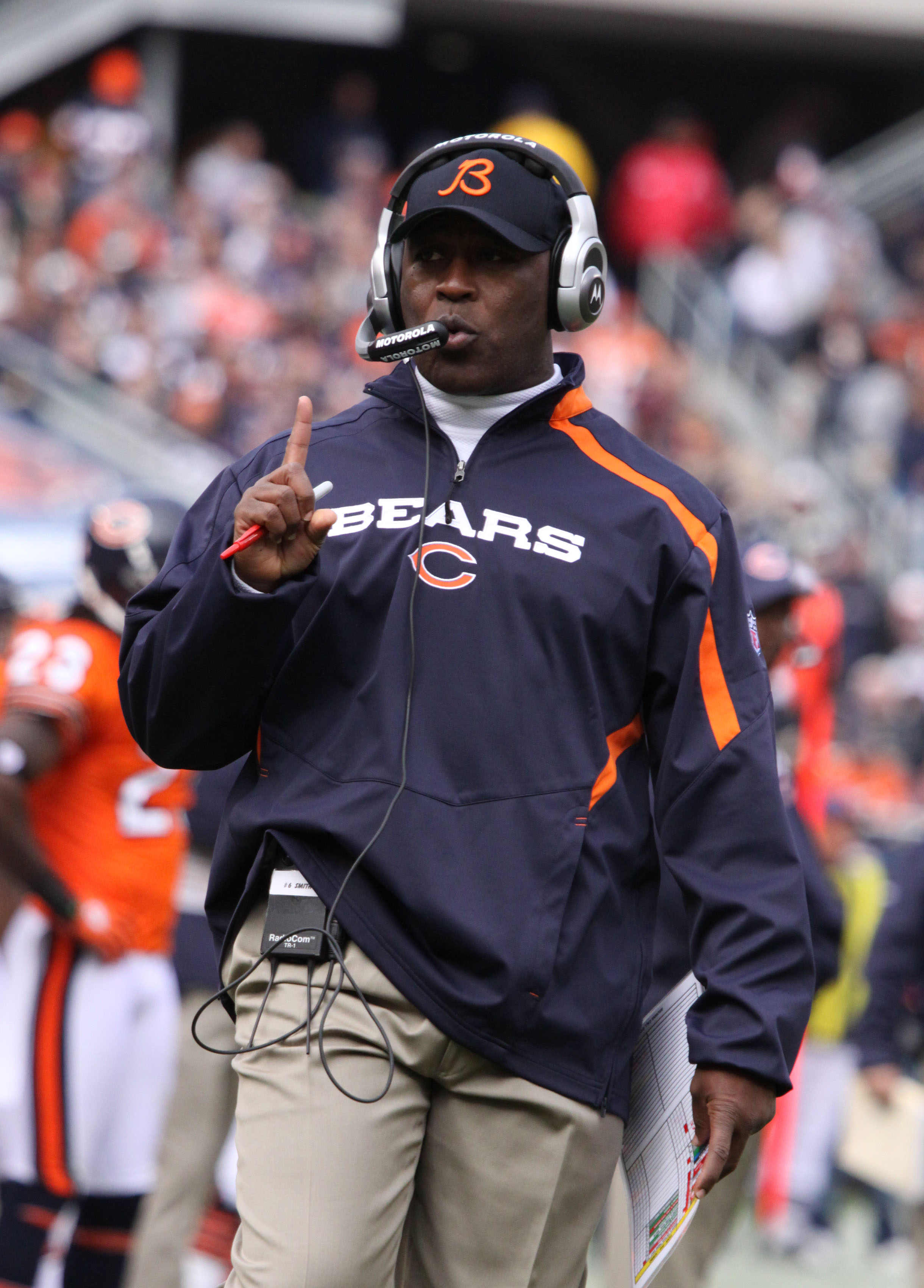
Lovie Smith war von 2014 bis 2015 der Head Coach der Buccaneers.
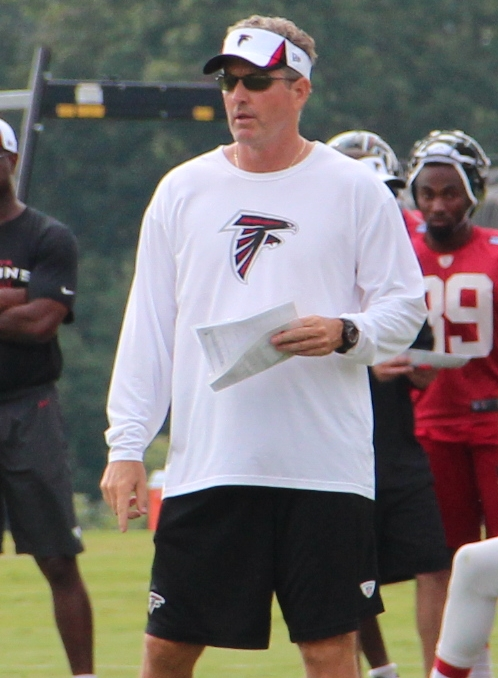
Dirk Koetter war von 2016 bis 2018 Head Coach der Buccaneers.
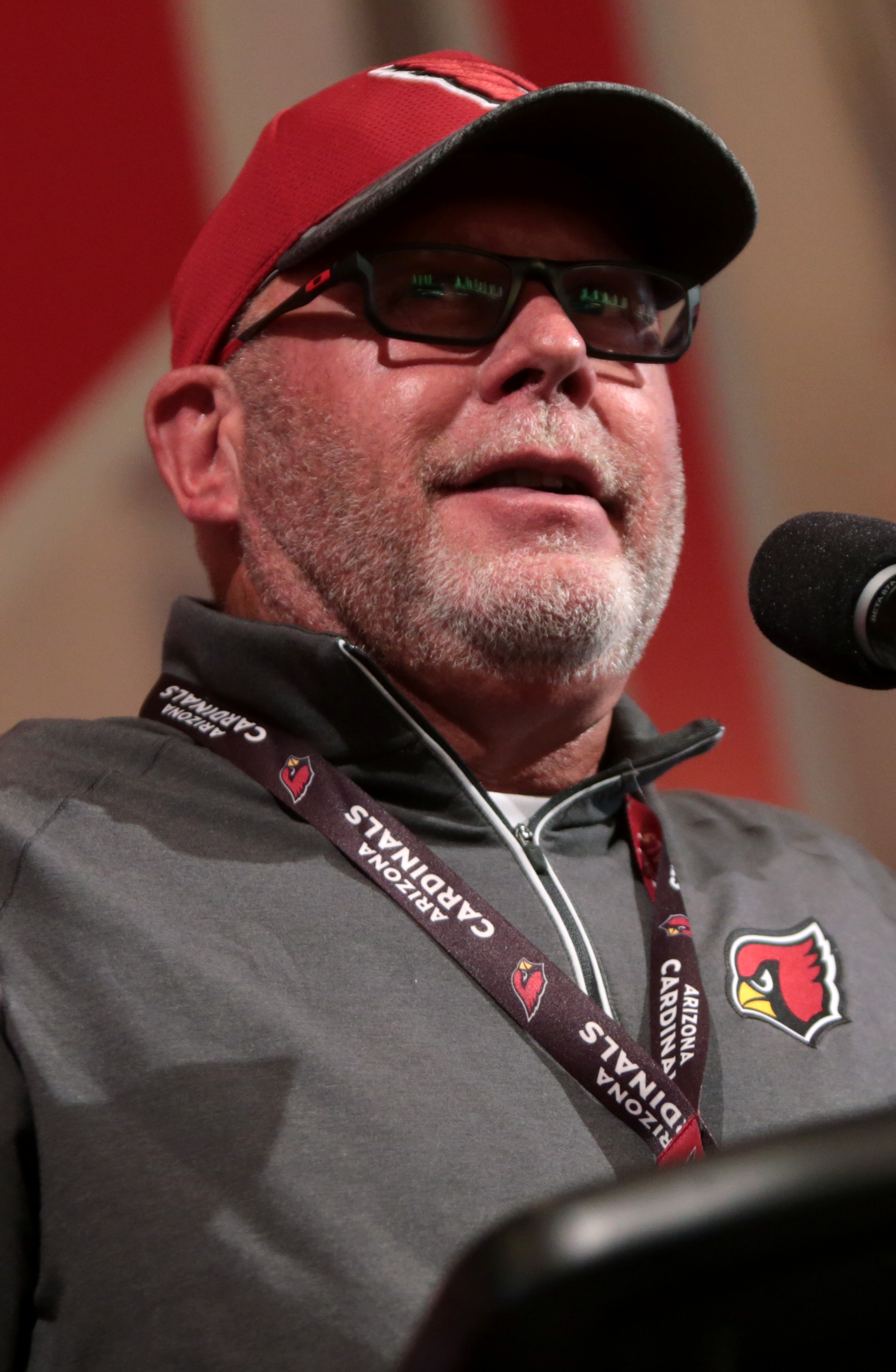
Mit Bruce Arians gewannen die Buccaneers 2021 ihren zweiten Super Bowl

| Tampa Bay Buccaneers |                     |           |     |    |    |   |      |   |   |   |                                        |        |
| 1                    | John McKay*         | 1976–1984 | 133 | 44 | 88 | 1 | .333 | 4 | 1 | 3 |                                        | [ 10 ] |
| 2                    | Leeman Bennett      | 1985–1986 | 32  | 4  | 28 | 0 | .125 | – | – | – |                                        | [ 11 ] |
| 3                    | Ray Perkins         | 1986–1987 | 60  | 19 | 41 | 0 | .332 | – | – | – |                                        | [ 12 ] |
| 4                    | Richard Williamson* | 1990–1991 | 19  | 4  | 15 | 0 | .211 | – | – | – |                                        | [ 13 ] |
| 5                    | Sam Wyche           | 1992–1995 | 48  | 23 | 41 | 0 | .359 | – | – | – |                                        | [ 14 ] |
| 6                    | Tony Dungy          | 1996–2001 | 96  | 54 | 42 | 0 | .563 | 6 | 2 | 4 | Maxwell Club Trainer des Jahres (1997) | [ 15 ] |
| 7                    | Jon Gruden          | 2002–2008 | 112 | 57 | 55 | 0 | .509 | 5 | 3 | 2 | Super Bowl XXXVII                      | [ 16 ] |
| 8                    | Raheem Morris       | 2009–2011 | 48  | 17 | 31 | 0 | .354 | – | – | – |                                        | [ 17 ] |
| 9                    | Greg Schiano*       | 2012–2013 | 32  | 11 | 21 | 0 | .344 | – | – | – |                                        | [ 18 ] |
| 10                   | Lovie Smith         | 2014–2015 | 32  | 8  | 24 | 0 | .250 | – | – | – |                                        | [ 19 ] |
| 11                   | Dirk Koetter*       | 2016–2018 | 48  | 19 | 29 | 0 | .396 | – | – | – |                                        | [ 20 ] |
| 12                   | Bruce Arians        | 2019–2021 | 49  | 31 | 18 | 0 | .633 | 6 | 5 | 1 | Super Bowl LV                          | [ 21 ] |
| 13                   | Todd Bowles         | 2022–     | 51  | 27 | 24 | 0 | .529 | 4 | 1 | 3 |                                        | [ 22 ] |

| #         | Reihenfolge der Trainer                                           |
| Spiele    | Spiele als Trainer                                                |
| S         | Siege                                                             |
| N         | Niederlagen                                                       |
| UE        | Unentschieden                                                     |
| Gewonnen% | Siegquote                                                         |
| *         | Ausschließlich in der NFL bei den Buccaneers als Head Coach aktiv |